# Konrad von Wallenrode
Konrad von Wallenrode (né vers 1330, mort le 23 juillet 1393 à Marienbourg), est le vingt-quatrième grand maître (magister generalis) de l’ordre Teutonique de 1391 à 1393.

## Début de carrière
Von Wallenrode est issu d'une riche famille de Franconie et de tradition chevaleresque. Il rejoint l'ordre Teutonique vers 1370. Le grand maître, Winrich von Kniprode le nomme commandeur de Schlochau (Człuchów) en 1377. Sa véritable carrière ne commence réellement que lorsque Konrad Zöllner von Rotenstein devienne à son tour grand maître en 1382.
Après la mort de Kuno von Hattenstein, von Wallenrode est nommé grand maréchal et commandeur de Kœnigsberg (actuellement : Kaliningrad). Il est alors principalement chargé d'organiser les croisades contre le grand-duché de Lituanie.
Il est nommé commandeur de Marienburg (actuellement : Malbork) et grand commandeur de l'Ordre en 1387. Lorsque Konrad Zöllner von Rotenstein meurt en 1390, et il semble être qu'une formalité pour que Von Wallenrode lui succède. Toutefois, il rencontre beaucoup d'opposition de la part de Walrabe von Scharffenberg, commandeur de Dantzig (Gdańsk). Il faut attendre le 20 août 1391, pour qu'il devienne à son tour grand maître, grâce en particulier au soutien de Siegfried Walpot von Bassenheim, commandeur de Elbing (Elbląg) et de Rüdiger von Elner (de), commandeur de Tuchola. Les deux années du magister de von Wallenrode sont marquées par les campagnes militaires dirigées contre le grand-duché de Lituanie, puis contre l'union de Pologne-Lituanie, qu'il s'efforce de diviser.

## Grand maître
La première campagne contre la Lituanie est lancée en 1392. L'armée est divisée en trois divisions. La première, sous le commandement d'Arnold von Bürglen, commandeur de Balga, se dirige vers la Mazovie. Les deux autres divisions, sous le commandement de Von Wallenrode et du grand maréchal, Engelhard Rabe von Wildstein, sont dirigées contre Vilnius. La ville, défendue par des chevaliers polonais, est tout près de tomber quand l'armée teutonique doit se retirer à cause d'une erreur de jugement du grand maitre.
Von Wildstein est un grand capitaine et un tacticien respecté de ses soldats. Pourtant, jaloux des succès du grand maréchal, von Wallenrode n'hésite pas à le limoger. Cela déclenche une mutinerie parmi les chevaliers, la campagne doit être abandonnée, mais Von Wallenrode n'en modifie pas pour autant sa décision. Il en profite même pour faire taire toute dissidence au sein de l'Ordre et en particulier dans les commanderies de Balga, Brandenbourg et Ragnit, acquises au grand maréchal.
En 1392, le duc d'Opole Ladislas II offre de partager la Pologne entre le Saint-Empire, le margraviat de Brandebourg, la Hongrie, la Silésie et l'État monastique des chevaliers Teutoniques. Mais le grand maître rejette la proposition. La même année, il commence une nouvelle campagne militaire contre la Lituanie. Des chevaliers croisés sont invités comme Henri de Derby, futur roi Henri IV d'Angleterre. Wallenrode accompagné de chevaliers français et néerlandais, attaque Gardinas (Grodno), obligeant Vytautas à demander la paix. Mais le 23 juillet 1393, dix jours après la conférence, le grand maitre décède brutalement.

## Postérité
Durant le règne de Konrad von Wallenrode la colonisation de la Prusse se poursuit. De nouvelles forteresses, comme Gottersweder et Mittenburg, sont construites. En 1393, il crée une nouvelle commanderie à Ryn. Friedrich von Wallenrode, son propre frère, en est le premier commandeur. Il est plus tard commandeur de Mewe (Gniew), Strasburg (Brodnica), grand maréchal de Königsberg (Kaliningrad) et trouve la mort dans la bataille de Grunwald en 1410. Johann von Wallenrode, archevêque de Riga entre 1393-1416 est un autre membre de sa famille.